# Judith LeClair
Judith LeClair (1958-) es una fagotista estadounidense nacida en Newark, Delaware.
Comenzó sus estudios de fagot a los 11 años, en la Escuela de Música de Eastman con K. David Van Hoesen como profesor. A los 15 años inició su carrera profesional, interpretando la Sinfonía Concertante de Wolfgang Amadeus Mozart junto a la Orquesta de Filadelfia.
Después de su graduación, en 1979, obtuvo el puesto de primer fagot en la Sinfónica de San Diego y también en la Ópera de San Diego durante dos temporadas, hasta 1981, cuando ganó el puesto de primer fagot en la Filarmónica de Nueva York, puesto que conserva desde entonces. Así mismo, es primer fagot en la Academia Juilliard.
Aparte de su carrera orquestal, es también una activa intérprete de música de cámara, e imparte numerosas masterclasses. Está casada con el pianista Jonathan Feldman, quien es el director del Departamento de acompañamiento en la Academia Juilliard. Juntos tuvieron un hijo, Gabriel, y viven en Nueva Jersey.
John Williams compuso su concierto para fagot dedicado a LeClair y a su "incomparable talento artístico". Fue estrenado por ella en abril de 1995 como parte del 150 aniversario de la Filarmónica de Nueva York.

## Discografía selecta
- New York Legends (Cala Records, 1997)
- The Five Sacred Trees (Sony Classical, 1997)
- First Chairs: Cantos for Solo Instruments, "Canto XII" (Albany Records, 1998)